# Platorchestia lanipo
Platorchestia lanipo är en kräftdjursart som beskrevs av A. M. M. Richardson 1991. Platorchestia lanipo ingår i släktet Platorchestia och familjen tångloppor. Inga underarter finns listade i Catalogue of Life.